# Raión de Mala Vyska
Mala Vyska (en ucraniano: Маловисківський район) es un raión o distrito de Ucrania en el óblast de Kirovogrado. 
Comprende una superficie de 1111 km².
La capital es la ciudad de Mala Vyska.

## Demografía
Según estimación 2010 contaba con una población total de 46900 habitantes.

## Otros datos
El código KOATUU es 3523100000. El código postal 26200 y el prefijo telefónico +380 5258.